# Winnice Jaworek
Winnice Jaworek – jedna z pierwszych funkcjonujących współcześnie, a zarazem jedna z największych (w I dekadzie XXI wieku największa) winnica w Polsce.
Winnica założona została w 2001 roku przez Lecha i Ewę Jaworków. Pierwszy zbiór winogron odbył się w 2003 roku. Obecnie plantacje funkcjonują w dwóch miejscowościach: Miękini (obecny areał: 15 ha) oraz Wińsku (obecny areał: 3,5 ha), gdzie na 24 ha testowano ponad 30 odmian winorośli, głównie szlachetnych Vitis vinifera, z przeznaczeniem na produkcję polskiego wina regionalnego, miodów pitnych bazujących na soku winogronowym oraz nalewek i destylatów owocowych na bazie miodu.
Lech Jaworek jako pierwszy w Polsce podjął się uprawy takich odmian jak riesling, pinot noir oraz pinot gris. Winnica znajduje się w budynku stajni zabytkowego XVIII-wiecznym folwarku w Miękini, w którym dodatkowo funkcjonują restauracja (winiarnia), sala degustacyjna, sala konferencyjna, piwnica oraz hotel. W winnicy prowadzone sa warsztaty i szkolenia enologiczne.
Powierzchnia winnicy wynosi 18,5 ha, obsadzonych gatunkami riesling, pinot noir, cabernet, solaris, regent, pinot gris, zweigelt i gewürztraminer. Winnica oferuje wina z odmian Saint Laurent, cabernet sauvignon, pinot noir, dunkelfelder, riesling, pinot blanc, rivaner, chardonnay, pinot gris, elbling i auxerrois blanc. Miękinia jest prawdopodobniej najbardziej na północ wysuniętym miejscem, w którym udaje się ciepłolubny szczep cabernet sauvignon.
W 2006 roku wina Jaworek zostały wpisane przez Ministerstwo Rolnictwa i Rozwoju Wsi na listę produktów tradycyjnych, a w 2012 roku zostały wyróżnione certyfikatem Europejskiej Sieci Regionalnego Dziedzictwa Kulinarnego Dolny Śląsk.
Winnice należą do „Dolnośląskiego Szlaku Kulinarnego – Smaki Dolnego Śląska”. Produkowane w winnicy wina zdobyły nagrody (w tym złote, srebrne i brązowe medale) na polskich, a także międzynarodowych konkursach winiarskich. 